# Winter-Universiade 2015/Eishockey
Bei der Winter-Universiade 2015 wurden zwei Eishockeyturniere ausgetragen.

## Bilanz

### Medaillenspiegel
| Platz  | Land       | Gold | Silber | Bronze | Gesamt |
| ------ | ---------- | ---- | ------ | ------ | ------ |
| 1      | Russland   | 2    | –      | –      | 2      |
| 2      | Kanada     | –    | 1      | 1      | 2      |
| 3      | Kasachstan | –    | 1      | –      | 1      |
| 4      | Japan      | –    | –      | 1      | 1      |
| Gesamt | Gesamt     | 2    | 2      | 2      | 6      |

### Medaillengewinner
| Disziplin | Gold | Silber | Bronze |
| --------- | --- | --- | --- |
| Männer    | RusslandGleb Jewdokimow Waleri Sergejewitsch Eduard Gimatow Artjom Gordejew Dmitri Akischin Nikita Tscherepanow Alexander Torchenjuk Michail Klimtschuk Jegor Aleschin Alexander Lebedew Artjom Fjodorow Ruschan Rafikow Sergei Below Jewgeni Solowjow Sergei Barbaschow Kirill Masslow Jegor Kriwtschenko Alexander Bolschakow Iwan Petrakow Timur Schingarejew Jewgeni Wixna Oleg Li                    | KasachstanSergei Kudrjawzew Ilya Gorozhaninov Wiktor Iwaschin Ilya Gulyakov Alexei Ischmametjew Danijar Achmetow Julian Popowitsch Pavel Zyatkov German Nesterov Vladimir Grebenshchikov Daulet Kenbayev Alexei Antsiferov Alexandr Vologodskiy Renat Safin Vladislav Yelakov Alexandr Kurshuk Nursultan Belgibayev Mikhail Smolnikov Eduard Mazula Mikhail Kachulin Ilya Kovzalov Vyacheslav Fedossenko Maxim Gryaznov | KanadaKristopher Lazaruk Matthew Delahey Kodie Curran Luke Paulsen Kendall McFaull Mitchell Maxwell Neil Manning Elgin Pearce Christopher Collins Kruise Reddick Jordan Hickmott Cody Fowlie Taylor Foster Jordan DePape Levko Koper Jordan Rowley Jesse Craige Craig McCallum Tyler Fiddler Kevin King Cody Cartier Dalyn Flette Ryan Holfeld |
| Frauen    | RusslandNadeschda Morosowa Angelina Gontscharenko Natalja Woronzowa Jewgenija Djupina Ija Gawrilowa Alexandra Wafina Ljudmila Beljakowa Marija Pechnikowa Jekaterina Ananjina Diana Bulatowa Walerija Pawlowa Marija Kirilenko Jekaterina Lebedewa Olga Sossina Anna Schochina Julija Leskina Anna Schtschukina Marija Batalowa Jelena Silina Jelena Dergatschowa Elina Mitrofanowa Jekaterina Nikolajewa | KanadaÉlodie Rousseau-Sirois Bree Polci Jessica Fickel Alexa Normore Tess Houston Sarah Casorso Katelyn Gosling Maggie Litchfield-Medd Julia Flinton Brittney Fouracres Keirstin Visser Laura Brooker Breanna Lanceleve Morgan McHaffie Ariane Barker Elizabeth Mantha Jenny Macknight Daley Oddy Jessica Kampjes Nicole Kesteris                                                                                       | JapanNana Fujimoto Shiori Koike Nachi Fujimoto Ayaka Toko Miyuka Yoshida Sena Suzuki Mika Hori Haruna Yoneyama Mai Morii Chiho Osawa Moeko Fujimoto Seika Yuyama Miyou Touma Yui Notoya Yukina Ōta Runa Moritake Asami Ohashi Yuuri Komura Mayu Iwasaki Nene Sugisawa Rio Sakamoto Amika Yoshida                                               |